# 短吻雀鳝
短吻雀鳝又名短鼻雀鱔（学名：Lepisosteus platostomus），為輻鰭魚綱雀鳝目雀鳝科的其中一種。

## 分布
本魚分布於美國密西西比河及俄亥俄河流域。

## 特徵
本魚體延長成圓柱形，幼魚體側及背脊線具有茶褐色縱紋，成魚除尾鰭、背鰭及臀鰭有大黑斑外，無其他花紋。體呈褐色，吻部、胸鰭及腹鰭較同屬其他種類寬，體長可達88公分。

## 生態
本魚棲息於淡水河川或湖泊，屬肉食性，以甲殼類、魚類、昆蟲等為食，繁殖期為5至6月，雌魚在有水草或淺灘的地方產卵。

## 經濟利用
可為遊釣魚或觀賞魚，卵有毒。